# مبادرة التقانة النانوية الوطنية
مبادرة تقانة نانوية أمريكية
إن ما يسمى تقانة نانوية يعد من أحدث الأبحاث التي تدمج مجموعة علوم واختصاصات سوية ويعمل العلماء والباحثون على مستوى بعد نانو متر فيصنعون ويستخدمون أشياء وأجهزة على المستوى الجزيئي والذري حوالي 1/100.000 من عرض الشعرة الواحدة
وتعمل 23 وكالة حكومية أمريكية في مبادرة التقانة النانوية الوطنية National Nanotechnology Initiative وهي برنامج بحث وتطوير وضع لتنسيق جهود مختلف الوكالات في العلم والهندسة والتكنولوجيا المختصة بمقياس نانومتري